# Joseph von Giovanelli zu Gerstburg und Hörtenberg

Josef Freiherr von Giovanelli, zeitgenössisches Porträt

Joseph von Giovanelli, ab 1835 Freiherr von Giovanelli zu Gerstburg und Hörtenberg (* 12. September  1784 in Hörtenberg; † 14. September 1845 in Bozen) war ein  Tiroler Freiheitskämpfer und österreichischer Politiker.

## Leben
Joseph Freiherr von Giovanelli zu Gerstburg und Hörtenberg studierte in Padua und Innsbruck Jura, danach (1801–1805) in Wien Rechts- und Staatswissenschaften. Im April 1805 kam er als Praktikant zum Bozner Kreisamt und danach zum Fiskalamt und Gubernium nach Innsbruck.
Bereits sein Vater Josef von Giovanelli hatte mit Andreas Hofer 1809 die Landesverteidigung organisiert. Während der provisorischen Regierung in Tirol unter Andreas Hofer war er mit dem Amt eines Innenministers betraut. Giovanelli wurde zum Schöpfer der Hofer'schen Landesverfassung vom 23. August 1809. Im November des gleichen Jahres brachte er die von seinem Vater verfasste Unterwerfungserklärung der Tiroler zum französischen General Vial nach Trient, im Dezember zog er mit seiner Familie nach Wien.
Nach dem Ende der bayerischen Herrschaft über Tirol (1814) warb Giovanelli am Wiener Kaiserhof für die Wiederherstellung der alten Landesverfassung Tirols, stieß dabei aber auf taube Ohren bei Kanzler Metternich. 1835 wurde er in den Freiherrenstand erhoben.
Giovanelli war Führer der konservativen Partei in Tirol und zuletzt Merkantilkanzler in Bozen. Er pflegte enge Beziehungen zu dem Münchner Görres-Kreis und zu den in München herausgegebenen Historisch-politischen Blättern, die beim Tiroler Klerus weit verbreitet waren.
Sein Sohn Ignaz wurde 1861 Führer der ultramontanen Partei im Tiroler Landtag bzw. ab 1867 im Reichsrat.